# Rio Frasinu (Râul Mic)
O Rio Frasinu é um rio da Romênia, afluente do Râul Mic, localizado no distrito de Alba.